# Schretstaken
Schretstaken är en kommun med orterna Groß Schretstaken und Klein Schretstaken i Kreis Herzogtum Lauenburg i förbundslandet Schleswig-Holstein i Tyskland.
Kommunen ingår i kommunalförbundet Amt Breitenfelde tillsammans med ytterligare 10 kommuner.